# Emil Müller (Mundartautor)
Emil Müller (* 27. Mai 1863 in Annaberg; † 20. November 1940 in Dresden) war ein deutscher Lehrer und erzgebirgischer Mundartautor.

## Leben und Werk

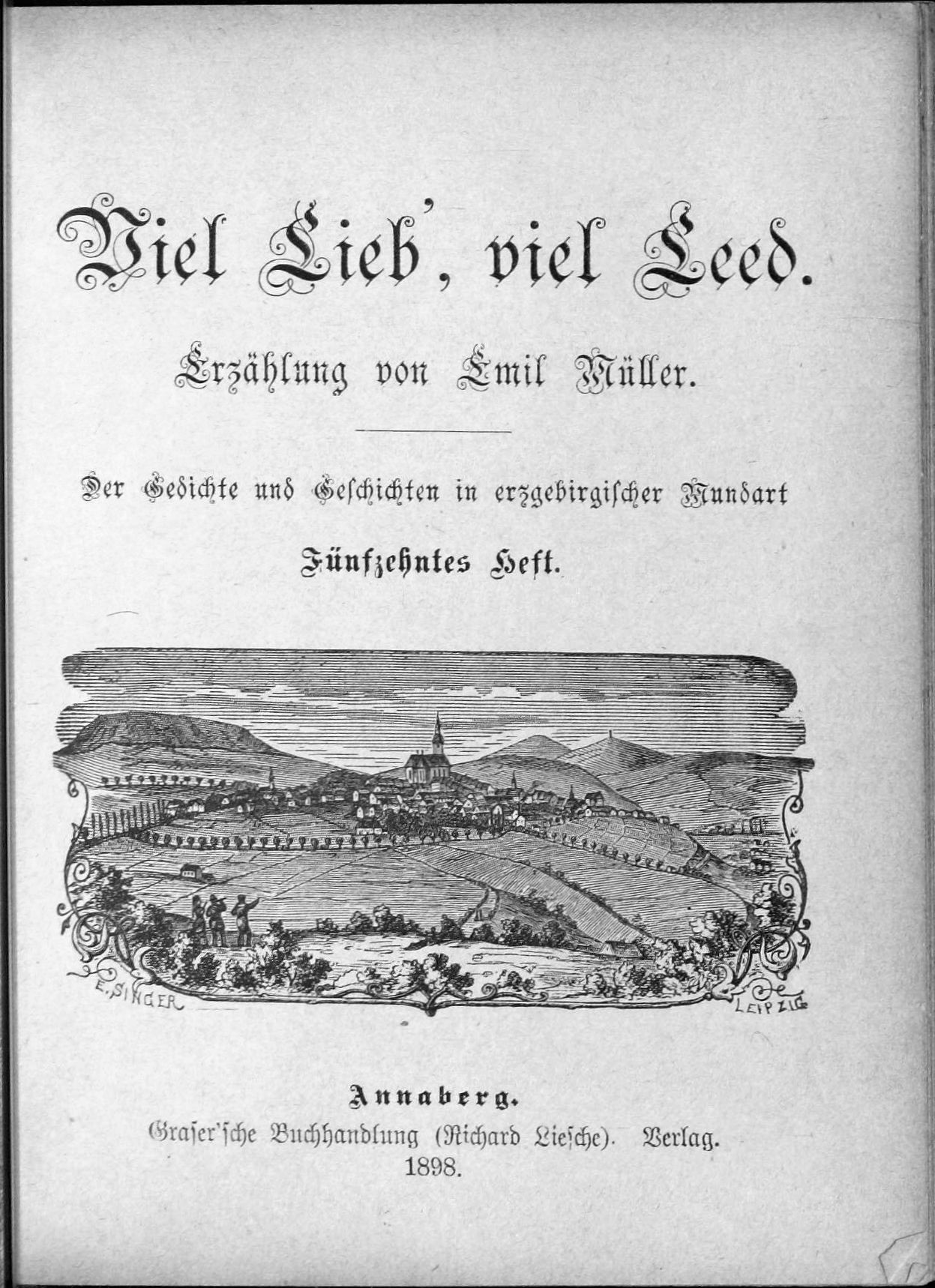
„Viel Lieb', viel Leed“ von Emil Müller in Band 15 von „Gedichte und Geschichten in erzgebirgischer Mundart“

Der Sohn eines Posamentenmachers in Annaberg besuchte dort die Bürgerschule und das Lehrerseminar. Danach war Müller als Lehrer in Ehrenfriedersdorf, Schönefeld bei Leipzig und von 1887 bis zum Erreichen des Pensionsalters 1932 in Dresden tätig, zuletzt als Schulleiter.
Bekannt wurde Müller ab 1898 durch von ihm in erzgebirgischer Mundart verfasste Gedichte und Erzählungen, darunter für die Reihe Gedichte und Geschichten in erzgebirgischer Mundart sowie ein Volksstück. Er war Mitglied des 1938 ins Leben gerufenen Anton-Günther-Ringes im Heimatwerk Sachsen.